# Communauté de communes du Pays de La Petite-Pierre
Die Communauté de communes du Pays de La Petite-Pierre ist ein ehemaliger französischer Gemeindeverband mit der Rechtsform einer Communauté de communes im Département Bas-Rhin in der Region Grand Est. Sie wurde am 31. Dezember 1992 gegründet und bestand aus 19 Gemeinden. Der Verwaltungssitz befand sich im Ort La Petite-Pierre.

## Historische Entwicklung
Mit Wirkung vom 1. Januar 2017 fusionierte der Gemeindeverband mit der Communauté de communes du Pays de Hanau und bildete so die Nachfolgeorganisation Communauté de communes de Hanau-La Petite Pierre.

## Ehemalige Mitgliedsgemeinden
1. Erckartswiller
2. Eschbourg
3. Frohmuhl
4. Hinsbourg
5. La Petite-Pierre
6. Lichtenberg
7. Lohr
8. Petersbach
9. Pfalzweyer
10. Puberg
11. Reipertswiller
12. Rosteig
13. Schoenbourg
14. Sparsbach
15. Struth
16. Tieffenbach
17. Wimmenau
18. Wingen-sur-Moder
19. Zittersheim